# Penisola Turij
La penisola Turij (in russo Турий полуостров?) si trova lungo la costa meridionale della penisola di Kola, nella Russia europea. Amministrativamente fa parte del Terskij rajon dell'Oblast' di Murmansk nel Circondario federale nordoccidentale.

## Geografia
La penisola è situata nel golfo di Kandalakša, bagnata dalle acque del mar Bianco; la sua lunghezza è di 15 km e la larghezza raggiunge i 10 km. Il rilievo della penisola è prevalentemente collinare; è composta da granito rossastro e ricoperta principalmente da boschi di conifere. Il punto più alto è il monte Letnajaja (172 m). Nella parte nord-occidentale fra la penisola e la terraferma si insinua la baia Sosnovaja (губа Сосновая). La penisola è disseminata da diversi piccoli laghi, fiumi e torrenti. L'insediamento più vicino alla penisola è il villaggio di Umba. Un segnale luminoso è installato a capo Turij (мыс Турий), l'estremità meridionale della penisola.
Sulla costa occidentale, a 200 m dalla costa, si trova l'isola Vol'ostrov, separata dalla penisola Turij dallo stretto Vol'ostrovskaja Salma (Вольостровская Салма).

### Flora
Parte della penisola fa parte della riserva naturale di Kandalakša (Кандалакшский заповедник). La penisola presenta una straordinaria ricchezza floreale dovuta alla sua struttura geologica e geochimica. In questa piccola area crescono più di 300 specie di piante vascolari e più di 50 specie di piante rare e soggette a protezione nella regione di Murmansk. Crescono solo qui: l'Helianthemum arcticum e il Taraxacum leucoglossum (Lista rossa IUCN). Altre specie tratte dalla Lista rossa IUCN sono: la Calypso bulbosa, la Rhodiola rosea, la Paeonia anomala, la Carex livida e il Cotoneaster cinnabarinus Juz.